# Vielle-Tursan
Vielle-Tursan (gaskonsko Vièla de Tursan) je naselje in občina v francoskem departmaju Landes regije Akvitanije. Naselje je leta 2011 imelo 288 prebivalcev.

## Geografija
Kraj leži v pokrajini Gaskonji ob reki Bas, 30 km južno od Mont-de-Marsana.

## Uprava
Občina Vielle-Tursan skupaj s sosednjimi občinami Aire-sur-l'Adour, Bahus-Soubiran, Buanes, Classun, Duhort-Bachen, Eugénie-les-Bains, Latrille, Renung, Saint-Agnet, Saint-Loubouer in Sarron sestavlja kanton Aire-sur-l'Adour s sedežem v Airu. Kanton je sestavni del okrožja Mont-de-Marsan.

## Zanimivosti
- cerkev sv. Janeza Krstnika;